# Arrondissement du Mecklembourg-du-Nord-Ouest
L’arrondissement du Mecklembourg-du-Nord-Ouest est un arrondissement (Landkreis en allemand) de Mecklembourg-Poméranie-Occidentale (Allemagne).
Son chef-lieu est Wismar depuis la réforme du 4 septembre 2011.

## Histoire
Jusqu’à la réforme du 4 septembre 2011, le chef-lieu était Grevesmühlen. Les communes autonomes étaient Boltenhagen, Grevesmühlen et l’île Poel.

## Villes, communes et communautés d'administration
L'arrondissement regroupe 90 communes, dont 3 autonomes, les autres groupées dans 9 cantons.
Communes autonomes (Amtsfreie Gemeinde) (population au 31 décembre 2010) :
1. Wismar (44 397)
2. Grevesmühlen, (10 654) **
3. Île Poel (2 660)

Cantons (Amt) et communes rattachées (population en 2006)
1. Amt Dorf Mecklenburg-Bad Kleinen
  1. Bad Kleinen (3 707)
  2. Barnekow (654)
  3. Bobitz (2 735)
  4. Dorf Mecklenburg * (3 035)
  5. Groß Stieten (650)
  6. Hohen Viecheln (688)
  7. Lübow (1 383)
  8. Metelsdorf (485)
  9. Ventschow (810)
2. Amt Gadebusch
  1. Dragun (852)
  2. Gadebusch, ville * (5 867)
  3. Kneese (346)
  4. Krembz (974)
  5. Mühlen Eichsen (1 043)
  6. Roggendorf (1 103)
  7. Rögnitz (217)
  8. Veelböken (811)
3. Amt Grevesmühlen-Land **
  1. Bernstorf (344)
  2. Gägelow (2 637)
  3. Plüschow (530)
  4. Roggenstorf (448)
  5. Rüting (586)
  6. Stepenitztal (1727)
  7. Testorf-Steinfort (671)
  8. Upahl (744)
  9. Warnow (635)
4. Amt Klützer Winkel
  1. Boltenhagen (2 397)
  2. Damshagen (1 255)
  3. Hohenkirchen (1 573)
  4. Kalkhorst (1 918)
  5. Klütz, ville * (3 164)
  6. Zierow (735)
5. Amt Lützow-Lübstorf
  1. Alt Meteln (1 349)
  2. Brüsewitz (2 290)
  3. Cramonshagen (565)
  4. Dalberg-Wendelstorf (571)
  5. Gottesgabe (862)
  6. Grambow (708)
  7. Klein Trebbow (870)
  8. Lübstorf (1 519)
  9. Lützow* (1 551)
  10. Perlin (395)
  11. Pingelshagen (576)
  12. Pokrent (731)
  13. Schildetal (775)
  14. Seehof (1 019)
  15. Zickhusen (616)
6. Amt Neuburg
  1. Benz (636)
  2. Blowatz (1 186)
  3. Boiensdorf (520)
  4. Hornstorf (1 124)
  5. Krusenhagen (531)
  6. Neuburg * (2 128)
7. Amt Neukloster-Warin
  1. Bibow (392)
  2. Glasin (889)
  3. Jesendorf (460)
  4. Lübberstorf (259)
  5. Neukloster, ville * (4 011)
  6. Passee (195)
  7. Warin, ville (3 646)
  8. Zurow (1 376)
  9. Züsow (369)
8. Amt Rehna
  1. Carlow (1 293)
  2. Dechow (217)
  3. Groß Molzahn (342)
  4. Holdorf (415)
  5. Königsfeld (994)
  6. Rehna, ville * (3 107)
  7. Rieps (384)
  8. Schlagsdorf (1 155)
  9. Thandorf (180)
  10. Utecht (356)
  11. Wedendorfersee (684)
9. Amt Schönberger Land
  1. Dassow, ville (4 036)
  2. Grieben (172)
  3. Groß Siemz (322)
  4. Lockwisch (380)
  5. Lüdersdorf (5 042)
  6. Menzendorf (269)
  7. Niendorf (319)
  8. Roduchelstorf (276)
  9. Schönberg, ville * (4 420)
  10. Selmsdorf (2 621)

Notes
* communes sièges des cantons
** Amt Grevesmühlen-Land sans administration propre - Création d'une communauté administrative avec la ville de Grevesmühlen.